# Piet van der Touw
Pieter Carel Cornelis "Piet" van der Touw (nascido em 29 de novembro de 1940) é um ex-ciclista de pista holandês. Competiu nos Jogos Olímpicos de Verão de 1960 e 1964 em cinco eventos no total. Terminou na quarta posição três vezes: duas vezes na corrida de 1 km contrarrelógio por equipes (1960 e 1964) e uma vez no tandem. Nacionalmente, ele terminou em terceiro no sprint em 1966, 1976 e 1977. Também era um talentoso ciclista de estrada e, em 1965, venceu uma corrida de seis dias de estrada em Melbourne.